# José Chocomeli Galán
José Chocomeli Galán (Játiva, Comunidad Valenciana, 13 de septiembre de 1893 - 1946) fue un historiador, arqueólogo, apicultor y especialista en arte español.

## Biografía
Hijo de Rafael Chocomeli Codina, poeta y propietario agrario, y de Fernanda Galán, y sobrino del poeta Antonino Chocomeli, José se interesó inicialmente por la agricultura, y difundió la introducción de nuevas especies. También se interesó por la apicultura, con el fin de mejorar las precarias economías del campo valenciano. Inventó la colmena tolva, que recibió el segundo premio en la Feria Internacional de Apicultura de Lyon (1927), y realizó una campaña en pro de la creación de cotos apiculturales en las escuelas rurales.
Desde muy joven mostró sus dotes de investigación, y publicó diversos trabajos relacionados con la agricultura, la apicultura y la historia (arqueología, historia del arte, historia del papel, etc.). Su gran interés fue la arqueología, y se inició en la profesión en las excavaciones de Ampurias, en las que tuvo como director al también setabense Emili Gandia. A partir de entonces realizó numerosas excavaciones arqueológicas y localizó importantes pinturas rupestres e inscripciones ibéricas; destaca entre esos trabajos el del yacimiento de la Ereta del Pedregal (Navarrés).

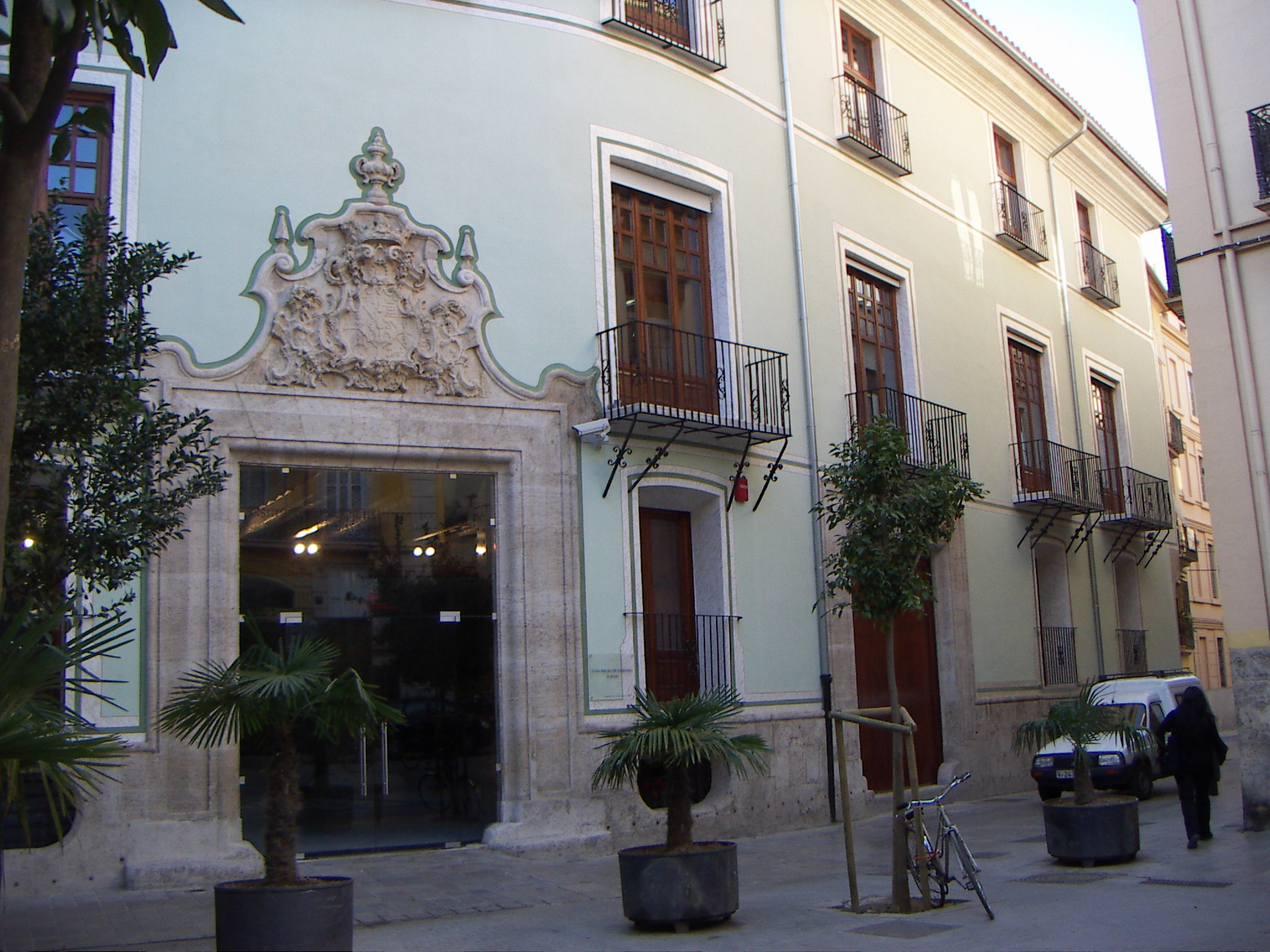
Fachada del Palacio de Cerveró, que fue la sede del Instituto de Estudios Valencianos desde el 9 de febrero de 1937 y hoy es la del Museo de Historia de la Medicina.

En 1937 fue nombrado secretario general del Instituto de Estudios Valencianos.
Durante la guerra civil, José Chocomeli llevó a cabo  una labor muy importante de salvaguardia del patrimonio artístico y bibliográfico nacional y local, lo que le valió el nombramiento de delegado del Servicio de Recuperación del Patrimonio Artístico. De esta época procede su hallazgo de la Crónica y relación copiosa y verdadera de los reinos de Chile de Jerónimo de Vivar, uno de los más importantes manuscritos de la conquista de América y el primero de la expedición de Pedro de Valdivia en Chile; el manuscrito había estado perdido durante siglos.
En 1940, Chocomeli fundó la prestigiosa Saitabi,Archivado el 7 de abril de 2010 en Wayback Machine. Noticiario de Arte, Arqueología e Historia de Levante que es revista de la Facultad de Geografía e Historia de la Universidad de Valencia. En el primero de los dos fascículos del primer número de la revista, Chocomeli firmaba el primer artículo: Nuevos ejemplares de plástica ibérica.

## Muerte
José Chocomeli fue autor de numerosos artículos de investigación sobre Ribera, El Palacio de Pinohermoso, la industria papelera, etc, y fundó la primera Feria del Libro de Játiva (1945). También en 1940 publicó una obra sobre un tema que le había interesado especialmente: En busca de Tartessos, que trata de la localización de esa legendaria cultura, cuya capital situaba él en la zona de Mesas de Asta, barrio rural de Jerez de la Frontera.
En 1941, Chocomeli fue nombrado miembro correspondiente de la Real Academia de la Historia.
Descubrió las pinturas murales de la Iglesia de San Félix (Església de Sant Feliu) de Játiva, fue nombrado director de la Institución de Estudios Jaime y Lorenzo Villanueva, así como de la Biblioteca Pública Municipal de Játiva y, en 1946, delegado provincial del Patrimonio Artístico Valenciano, cargos de los cuales no pudo gozar por su prematura muerte, en marzo de 1946, a causa de una grave afección cardíaca que padecía desde muy joven.
Poco después de su muerte, se publicó su obra La primera exploración palafítica en España, tirada aparte del Archivo de Prehistoria Levantino.